# Oscar za najbolju fotografiju
Oscar za najbolju fotografiju (eng. Academy Award for Best Cinematography) je Oscar koji se dodjeljuje snimatelju za rad na pojedinom filmu.
Prve godine, 1927.-'28., ova je nagrada (kao i druge kao što su glumačke) nije bila povezivana s pojedinim filmom; snimatelji su bili nominirani za cijeli opus tijekom kvalificirajućeg razdoblja. Problem s ovim sustavom postao je razvidan već prve godine jer su Karl Struss i Charles Rosher bili nominirani za svoj rad na Svitanju, ali su i tri druga filma na kojima su radili pojedinačno također bila nominirana. Druge godine, 1928.-'29. uopće nije bilo nominacija iako Akademija ima popis neslužbenih naslova koji su ušli u užu konkurenciju. Treće godine, 1929.-'30. su bili nominirani filmovi, a ne snimatelji, dok konačna nagrada nije pokazivala snimateljevo ime.
Konačno, 1931. je uveden moderni sustav u kojem su pojedinci nominirani za pojedini film. Od 1939. do 1967. (uz iznimku 1957.), postojale su odvojene kategorije za filmove snimane u boji i u crno bijeloj tehnici. Od tada, jedini crno bijeli film koji je pobijedio bila je Schindlerova lista (1993.).
Floyd Crosby je osvojio posljednjeg Oscara koji je otišao nijemom filmu za Tabu 1931. Hal Mohr je jedini dobitnik koji je pobijedio bez nominacije (na inzistiranje članova Akademije) za San ljetne noći 1935. Mohr je jedini dobitnik nagrade za filmove u boji i crno bijeloj tehnici.
Nijedan pobjednik nije izgubljen, iako je nekoliko najranijih nominiranih izgubljeno, uključujući Đavoljeg plesača (1927.), Čarobni plamen (1927.) i Četiri vraga (1928.). The Right To Love (1930.) je nekompletan, a Sadie Thompson (1927.) je nekompletan i djelomično rekonstiruiran fotografijama.

## Dobitnici i nominirani

### 1920-e
| Godina | Dobitnik film                                | Nominirani |
| ------ | -------------------------------------------- | --- |
| 1928.  | Charles Rosher, Karl Struss – Svitanje       | George Barnes - Đavolji plesač George Barnes - Čarobni plamen George Barnes - Sadie Thompson                                                                      |
| 1929.  | Clyde DeVinna – Bijele sjene u južnim morima | John F. Seitz - Božanstvena dama Ernest Palmer - Četiri vraga Arthur Edeson - U staroj Arizoni George Barnes - Naše rasplesane kćeri Ernest Palmer - Ulični anđeo |

### 1930-e
| Godina   | Dobitnik film                                                        |
| -------- | -------------------------------------------------------------------- |
| 1930.    | Joseph T. Rucker, Willard Van Der Veer – With Byrd at the South Pole |
| 1931.    | Floyd Crosby – Tabu                                                  |
| 1932.    | Lee Garmes – Šangaj Express                                          |
| 1933.    | Charles Lang – Zbogom oružje                                         |
| 1934.    | Victor Milner – Kleopatra                                            |
| 1935.    | Hal Mohr – San ljetne noći                                           |
| 1936.    | Tony Gaudio – Anthony Adverse                                        |
| 1937.    | Karl Freund – Dobra zemlja                                           |
| 1938.    | Joseph Ruttenberg – Veliki valcer                                    |
| 1939. CB | Gregg Toland – Orkanski visovi                                       |
| 1939. B  | Ernest Haller, Ray Rennahan – Zameo ih vjetar                        |

### 1940-e
| Godina   | Dobitnik film                                                     |
| -------- | ----------------------------------------------------------------- |
| 1940. CB | George Barnes – Rebecca                                           |
| 1940. B  | Georges Périnal – Bagdadski lopov                                 |
| 1941. CB | Arthur C. Miller – Kako je bila zelena moja dolina                |
| 1941. B  | Ernest Palmer, Ray Rennahan – Krv i pijesak                       |
| 1942. CB | Joseph Ruttenberg – Gđa. Miniver                                  |
| 1942. B  | Leon Shamroy – Crni labud                                         |
| 1943. CB | Arthur C. Miller – Bernadettina pjesma                            |
| 1943. B  | Hal Mohr, W. Howard Greene – Fantom Opere                         |
| 1944. CB | Joseph LaShelle – Laura                                           |
| 1944. B  | Leon Shamroy – Wilson                                             |
| 1945. CB | Harry Stradling – Slika Doriana Graya                             |
| 1945. B  | Leon Shamroy – Prepusti je nebu                                   |
| 1946. CB | Arthur C. Miller – Anna i kralj Sijama                            |
| 1946. B  | Charles Rosher, Leonard Smith, Arthur Arling – Proljeće života    |
| 1947. CB | Guy Green – Velika očekivanja                                     |
| 1947. B  | Jack Cardiff – Crni narcis                                        |
| 1948. CB | William H. Daniels – Goli grad                                    |
| 1948. B  | Joseph Valentine, William V. Skall, Winton Hoch – Ivana Orleanska |
| 1949. CB | Paul C. Vogel – Bojište                                           |
| 1949. B  | Winton Hoch – Nosila je žutu vrpcu                                |

### 1950-e
| Godina   | Dobitnik film                                  |
| -------- | ---------------------------------------------- |
| 1950. CB | Robert Krasker – Treći čovjek                  |
| 1950. B  | Robert Surtees – Rudnici kralja Salomona       |
| 1951. CB | William C. Mellor – Mjesto pod suncem          |
| 1951. B  | Alfred Gilks, John Alton – Amerikanac u Parizu |
| 1952. CB | Robert Surtees – Grad iluzija                  |
| 1952. B  | Winton Hoch, Archie Stout – Mirni čovjek       |
| 1953. CB | Burnett Guffey – Odavde do vječnosti           |
| 1953. B  | Loyal Griggs – Shane                           |
| 1954. CB | Boris Kaufman – Na dokovima New Yorka          |
| 1954. B  | Milton R. Krasner – Tri novčića u fontani      |
| 1955. CB | James Wong Howe – Tetovirana ruža              |
| 1955. B  | Robert Burks – Drž'te lopova                   |
| 1956. CB | Joseph Ruttenberg – Somebody Up There Likes Me |
| 1956. B  | Lionel Lindon – Put oko svijeta u 80 dana      |
| 1957.    | Jack Hildyard – Most na rijeci Kwai            |
| 1958. CB | Sam Leavitt – Bijeg u lancima                  |
| 1958. B  | Joseph Ruttenberg – Gigi                       |
| 1959. CB | William C. Mellor – Dnevnik Anne Frank         |
| 1959. B  | Robert Surtees – Ben-Hur                       |

### 1960-e
| Godina   | Dobitnik film                                 | Nominirani |
| -------- | --------------------------------------------- | --- |
| 1960. CB | Freddie Francis – Sinovi i ljubavnici         | |
| 1960. B  | Russell Metty – Spartak                       | |
| 1961. CB | Eugen Schüfftan – Hazarder                    | |
| 1961. B  | Daniel L. Fapp – Priča sa zapadne strane      | |
| 1962. CB | Jean Bourgoin, Walter Wottitz – Najduži dan   | |
| 1962. B  | Freddie Young – Lawrence od Arabije           | |
| 1963. CB | James Wong Howe – Hud                         | |
| 1963. B  | Leon Shamroy – Kleopatra                      | |
| 1964. CB | Walter Lassally – Grk Zorba                   | |
| 1964. B  | Harry Stradling – My Fair Lady                | |
| 1965. CB | Ernest Laszlo – Brod luđaka                   | |
| 1965. B  | Freddie Young – Doktor Živago                 | |
| 1966. CB | Haskell Wexler – Tko se boji Virginije Woolf? | |
| 1966. B  | Ted Moore – Čovjek za sva vremena             | |
| 1967.    | Burnett Guffey – Bonnie i Clyde               | Conrad Hall – In Cold Blood Richard H. Kline – Camelot Robert Surtees – Doktor Dolittle Robert Surtees – Diplomac                       |
| 1968.    | Pasqualino De Santis – Romeo i Julija         | Daniel L. Fapp – Ice Station Zebra Ernest Laszlo – Zvijezda! Oswald Morris – Oliver! Harry Stradling – Smiješna djevojka                |
| 1969.    | Conrad Hall – Butch Cassidy i Sundance Kid    | Daniel Fapp – Marooned Arthur Ibbetson – Anne od tisuću dana Charles B. Lang – Bob i Carol i Ted i Alice Harry Stradling – Hello Dolly! |

### 1970-e
| Godina | Dobitnik film                                    | Nominirani |
| ------ | ------------------------------------------------ | --- |
| 1970.  | Freddie Young – Ryanova kći                      | Fred J. Koenekamp – Patton Ernest Laszlo – Aerodrom Charles F. Wheeler, Osami Furuya, Sinsaku Himeda, Masamichi Satoh – Tora! Tora! Tora! Billy Williams – Zaljubljene žene |
| 1971.  | Oswald Morris – Guslač na krovu                  | Owen Roizman – Francuska veza Robert Surtees – Posljednja kino predstava Robert Surtees – Ljeto '42. Freddie Young – Nikolaj i Aleksandra                                   |
| 1972.  | Geoffrey Unsworth – Cabaret                      | Charles B. Lang – Leptiri su slobodni Douglas Slocombe – Travels With My Aunt Harold E. Stine – Posejdonova avantura Harry Stradling, Jr. – 1776.                           |
| 1973.  | Sven Nykvist – Krici i šaputanja                 | Jack Couffer – Galeb Jonathan Livingston Harry Stradling, Jr. – Posljednji tango u Parizu Owen Roizman – Egzorcist Robert Surtees – Žalac                                   |
| 1974.  | Fred J. Koenekamp, Joseph Biroc – Pakleni toranj | John A. Alonzo – Kineska četvrt Philip Lathrop – Potres Bruce Surtees – Lenny Geoffrey Unsworth – Ubojstvo u Orijent Expressu                                               |
| 1975.  | John Alcott – Barry Lyndon                       | Conrad Hall – Sjaj i bijeda Hollywooda James Wong Howe – Smiješna dama Robert Surtees – Hindenburg Haskell Wexler, Bill Butler – Let iznad kukavičjeg gnijezda              |
| 1976.  | Haskell Wexler – Predodređen za slavu            | Richard H. Kline – King Kong Ernest Laszlo – Loganov bijeg Owen Roizman – TV mreža Robert Surtees – Zvijezda je rođena                                                      |
| 1977.  | Vilmos Zsigmond – Bliski susreti treće vrste     | William A. Fraker – Tražeći gospodina Goodbara Fred J. Koenekamp – Otoci u struji Douglas Slocombe – Julia Robert Surtees – Životna prekretnica                             |
| 1978.  | Nestor Almendros – Dani raja                     | William A. Fraker – Nebo može čekati Oswald Morris – Čarobnjak Robert Surtees – U isto vrijeme sljedeće godine Vilmos Zsigmond – Lovac na jelene                            |
| 1979.  | Vittorio Storaro – Apokalipsa danas              | Nestor Almendros – Kramer protiv Kramera William A. Fraker – 1941. Frank Phillips – Crna rupa Giuseppe Rotunno – Sav taj jazz                                               |

### 1980-e
| Godina | Dobitnik film                              | Nominirani |
| ------ | ------------------------------------------ | --- |
| 1980.  | Geoffrey Unsworth, Ghislain Cloquet – Tess | Nestor Almendros – Plava laguna Ralf D. Bode – Rudareva kći Michael Chapman – Razjareni bik James Crabe – Formula                                           |
| 1981.  | Vittorio Storaro – Crveni                  | Miroslav Ondricek – Ragtime Douglas Slocombe – Otimači izgubljenog kovčega Alex Thomson – Excalibur Billy Williams – Ljetnikovac na Zlatnom jezeru          |
| 1982.  | Billy Williams, Ronnie Taylor – Gandhi     | Nestor Almendros – Sofijin izbor Allen Daviau – E.T. Owen Roizman – Tootsie Jost Vacano – Podmornica                                                        |
| 1983.  | Sven Nykvist – Fanny i Alexander           | Caleb Deschanel – Put u svemir: Prava stvar William A. Fraker – Ratne igre Don Peterman – Flashdance Gordon Willis – Zelig                                  |
| 1984.  | Chris Menges – Polja smrti                 | Ernest Day – Put u Indiju Caleb Deschanel – Potpuno prirodno Miroslav Ondricek – Amadeus Vilmos Zsigmond – Rijeka                                           |
| 1985.  | David Watkin – Moja Afrika                 | Allen Daviau – Boja purpura William A. Fraker – Murphyjeva romansa Takao Saito, Masaharu Ueda, Asakazu Nakai – Kaos John Seale – Svjedok                    |
| 1986.  | Chris Menges – Misija                      | Jordan Cronenweth – Peggy Sue se udala Don Peterman – Zvjezdane staze 4: Putovanje kući Tony Pierce-Roberts – Soba s pogledom Robert Richardson – Vod smrti |
| 1987.  | Vittorio Storaro – Posljednji kineski car  | Michael Ballhaus – TV Dnevnik Allen Daviau – Carstvo sunca Philippe Rousselot – Nada i slava Haskell Wexler – Matewan                                       |
| 1988.  | Peter Biziou – Mississippi u plamenu       | Dean Cundey – Tko je smjestio Zeki Rogeru? Conrad L. Hall – Zora očajnika Sven Nykvist – Nepodnošljiva lakoća postojanja John Seale – Kišni čovjek          |
| 1989.  | Freddie Francis – Rat za slavu             | Michael Ballhaus – Fantastična braća Baker Robert Richardson – Rođen 4. srpnja Mikael Salomon – Bezdan Haskell Wexler – Blaze                               |

### 1990-e
| Godina | Dobitnik film                              | Nominirani |
| ------ | ------------------------------------------ | --- |
| 1990.  | Dean Semler – Ples s vukovima              | Allen Daviau – Avalon Philippe Rousselot – Henry i June Vittorio Storaro – Dick Tracy Gordon Willis – Kum III                                    |
| 1991.  | Robert Richardson – JFK                    | Adrian Biddle – Thelma i Louise Allen Daviau – Bugsy Stephen Goldblatt – Gospodar plime Adam Greenberg – Terminator 2: Sudnji dan                |
| 1992.  | Philippe Rousselot – Rijeka sjećanja       | Stephen H. Burum – Hoffa Robert Fraisse – Ljubavnik Jack N. Green – Nepomirljivi Tony Pierce-Roberts – Howards End                               |
| 1993.  | Janusz Kaminski – Schindlerova lista       | Gu Changwei – Farewell My Concubine Michael Chapman – Bjegunac Stuart Dryburgh – Glasovir Conrad L. Hall – Tražeći Bobbyja Fischera              |
| 1994.  | John Toll – Legenda o jeseni               | Don Burgess – Forrest Gump Roger Deakins – Iskupljenje u Shawshanku Owen Roizman – Wyatt Earp Pjotr Sobocinski – Tri boje: Crveno                |
| 1995.  | John Toll – Hrabro srce                    | Michael Coulter – Razum i osjećaji Stephen Goldblatt – Batman zauvijek Emmanuel Lubezki – Mala princeza Lü Yue – Šangajska trijada               |
| 1996.  | John Seale – Engleski pacijent             | Darius Khondji – Evita Roger Deakins – Fargo Caleb Deschanel – Fly Away Home Chris Menges – Michael Collins                                      |
| 1997.  | Russell Carpenter – Titanic                | Janusz Kaminski – Amistad Roger Deakins – Kundun Dante Spinotti – L.A. povjerljivo Eduardo Serra – Preljubnici                                   |
| 1998.  | Janusz Kaminski – Spašavanje vojnika Ryana | Conrad L. Hall – Građanska parnica Remi Adefarasin – Elizabeta Richard Greatrex – Zaljubljeni Shakespeare John Toll – Tanka crvena linija        |
| 1999.  | Conrad Hall – Vrtlog života                | Roger Pratt – Kraj ljubavne priče Dante Spinotti – Probuđena savjest Emmanuel Lubezki – Sanjiva dolina Robert Richardson – Zauvijek neprijatelji |

### 2000-e
| Godina | Dobitnik film                                           | Nominirani |
| ------ | ------------------------------------------------------- | --- |
| 2000.  | Peter Pau – Tigar i zmaj                                | John Mathieson – Gladijator Lajos Koltai – Malèna Roger Deakins – Tko je ovdje lud? Caleb Deschanel – Patriot                                                           |
| 2001.  | Andrew Lesnie – Gospodar prstenova: Prstenova družina   | Bruno Delbonnel – Amelie Slawomir Idziak – Pad crnog jastreba Roger Deakins – Čovjek kojeg nije bilo Donald M. McAlpine – Moulin Rouge                                  |
| 2002.  | Conrad Hall – Put do uništenja                          | Dion Beebe – Chicago Edward Lachman – Daleko od raja Michael Ballhaus – Bande New Yorka Paweł Edelman – Pijanist                                                        |
| 2003.  | Russell Boyd – Gospodar i ratnik: Daleka strana svijeta | César Charlone – Božji grad John Seale – Studengora Eduardo Serra – Djevojka s bisernom naušnicom John Schwartzman – Utrka života                                       |
| 2004.  | Robert Richardson – Avijatičar                          | John Mathieson – Fantom Opere Zhao Xiaoding – Kuća letećih bodeža Caleb Deschanel – Pasija Bruno Delbonnel – Zaruke su dugo trajale                                     |
| 2005.  | Dion Beebe – Memoari jedne gejše                        | Wally Pfister – Batman: Početak Rodrigo Prieto – Planina Brokeback Robert Elswit – Laku noć i sretno Emmanuel Lubezki – Novi svijet                                     |
| 2006.  | Guillermo Navarro – Panov labirint                      | Vilmos Zsigmond – Crna Dalija Emmanuel Lubezki – Djeca čovječanstva Dick Pope – Iluzionist Wally Pfister – Prestiž                                                      |
| 2007.  | Robert Elswit – Bit će krvi                             | Roger Deakins – Ubojstvo Jesseja Jamesa od kukavice Roberta Forda Seamus McGarvey – Okajanje Janusz Kaminski - Skafander i leptir Roger Deakins – Nema zemlje za starce |
| 2008.  | Anthony Dod Mantle – Milijunaš s ulice                  | Roger Deakins, Chris Menges – Žena kojoj sam čitao Claudio Miranda - Neobična priča o Benjaminu Buttonu Wally Pfister – Vitez tame Tom Stern – Zamjena                  |
| 2009.  | Mauro Fiore – Avatar                                    | Barry Ackroyd – Narednik James Christian Berger – Bijela vrpca Bruno Delbonnel - Harry Potter i Princ miješane krvi Robert Richardson - Nemilosrdni gadovi              |

### 2010-e
| Godina | Dobitnik film                     | Nominirani |
| ------ | --------------------------------- | --- |
| 2010.  | Wally Pfister – Početak           | Matthew Libatique – Crni labud Danny Cohen – Kraljev govor Jeff Cronenweth – Društvena mreža Caleb Deschanel – Čovjek zvan Hrabrost    |
| 2011.  | Robert Richardson – Hugo          | Guillaume Schiffman – Umjetnik Jeff Cronenweth – Muškarci koji mrze žene Emmanuel Lubezki – Drvo života Janusz Kamińskil – Put rata    |
| 2012.  | Claudio Miranda – Pijev život     | Seamus McGarvey – Ana Karenjina Robert Richardson – Odbjegli Django Janusz Kaminski – Lincoln Roger Deakins – Skyfall                  |
| 2013.  | Emmanuel Lubezki – Gravitacija    | Philippe Le Sourd – The Grandmaster Bruno Delbonnel – Inside Llewyn Davis Phedon Papamichael – Nebraska Roger Deakins – Zatočene       |
| 2014.  | Emmanuel Lubezki – Birdman        | Robert D. Yeoman – Hotel Grand Budapest Dick Pope – Gospodin Turner Lukasz Zal i Ryszard Lenczewski – Ida Roger Deakins – Nesalomljivi |
| 2015.  | Emmanuel Lubezki – Povratnik      | Edward Lachman – Carol Robert Richardson – Mrska osmorka John Seale – Pobješnjeli Max: Divlja cesta Roger Deakins – Sicario            |
| 2016.  | Linus Sandgren – La La Land       | Bradford Young – Dolazak Greig Fraser – Lav James Laxton – Moonlight Rodrigo Prieto – Šutnja                                           |
| 2017.  | Roger Deakins – Blade Runner 2049 | Bruno Delbonnel – Prijelomni čas Hoyte van Hoytema – Dunkirk Rachel Morrison – Mudbound Dan Laustsen – Oblik vode                      |
| 2018.  | Alfonso Cuarón – Roma             | Robbie Ryan – Miljenica Caleb Deschanel – Djelo bez autora Matthew Libatique – Zvijezda je rođena Łukasz Żal – Hladni rat              |
| 2019.  | Roger Deakins – 1917.             | Rodrigo Prieto – Irac Lawrence Sher – Joker Jarin Blaschke – Svjetionik Robert Richardson – Bilo jednom… u Hollywoodu                  |

### 2020-e
| Godina | Dobitnik film                       | Nominirani |
| ------ | ----------------------------------- | --- |
| 2020.  | Erik Messerschmidt – Mank           | Sean Bobbitt – Juda i crni Mesija Dariusz Wolski – Novosti iz svijeta Joshua James Richards – Zemlja nomada Phedon Papamichael – Čikaška sedmorka |
| 2021.  | Greig Fraser – Dina                 | Dan Laustsen – Ulica noćnih mora Ari Wegner – Šape pasje Bruno Delbonnel – Tragedija Macbetha Janusz Kamińskil – Priča sa zapadne strane          |
| 2022.  | James Friend – Na Zapadu ništa novo | Darius Khondji – Bardo, lažna kronika nekolicine istina Mandy Walker – Elvis Roger Deakins – Carstvo svjetlosti Florian Hoffmeister – Tár         |
| 2023.  | Hoyte van Hoytema – Oppenheimer     | Edward Lachman – El Conde Rodrigo Prieto – Ubojice cvjetnog mjeseca Matthew Libatique – Maestro Robbie Ryan – Uboga stvorenja                     |

## Vanjske poveznice
- Službena stranica Akademije